# Federação de Voleibol de Tuvalu
A Federação de Voleibol de Tuvalu  (em inglêsːTuvalu Volleyball Federation,,TVF) é  uma organização fundada em 1992 que governa a pratica de voleibol em Tuvalu, sendo membro da Federação Internacional de Voleibol e da Confederação Asiática de Voleibol, a entidade é responsável por  organizar  os campeonatos nacionais de  voleibol masculino e feminino no país.